# Rayonismo

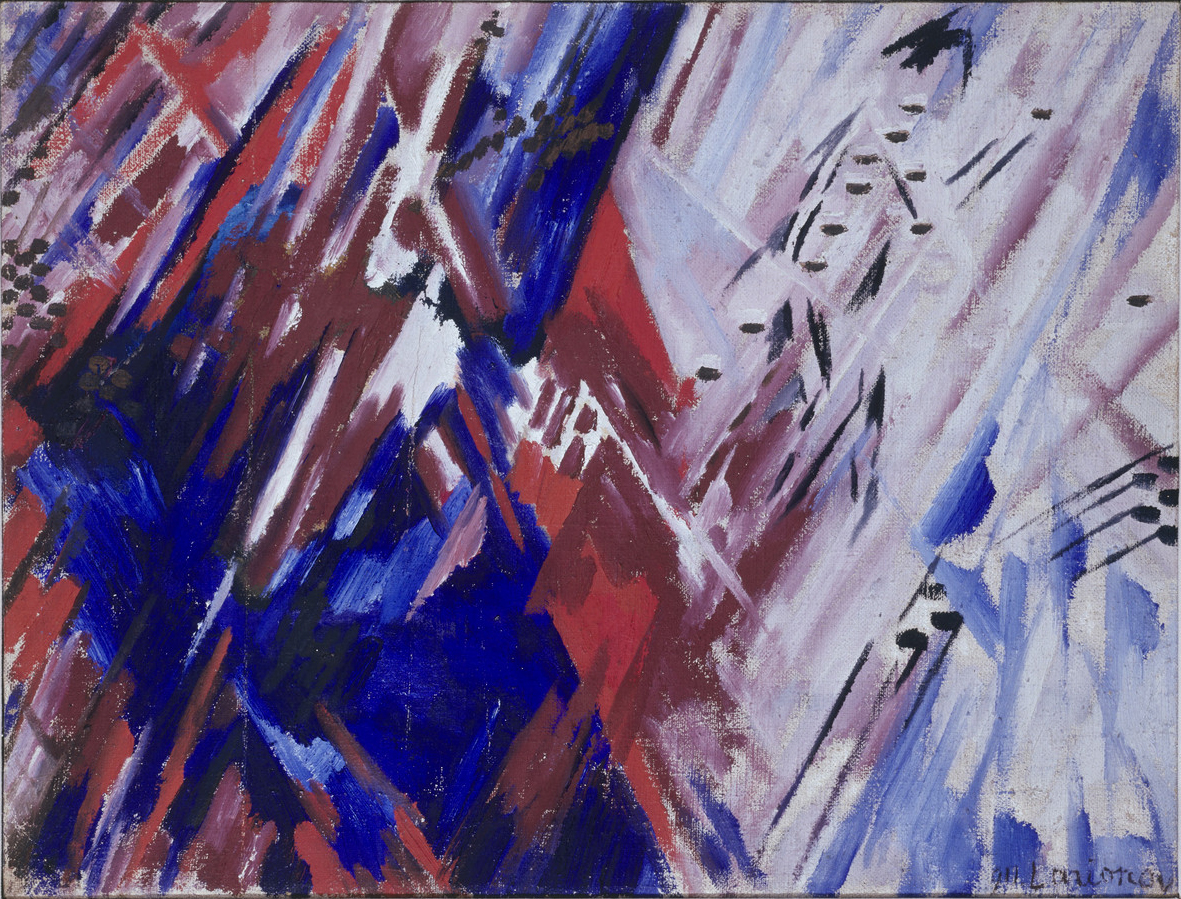
Rayonismo rojo y azul, M. Lariónov, 1911.

El rayonismo, rayismo o cubismo abstracto es un movimiento artístico, síntesis de las primeras vanguardias del siglo xx, como el cubismo y el futurismo. Se puede considerar su inicio en 1909, en el Salón de la libre Esthétique de Moscú, por Mijaíl Lariónov y Natalia Goncharova, que profundizaron en el estilo a partir de 1913. También se ha asociado al Orfismo de Robert Delaunay (desde 1912).
Los "rayos de colores" que denominan el estilo, ordenados en rítmicas y dinámicas secuencias (paralelos, perpendiculares o convergentes y divergentes), construyen el espacio pictórico.